# Phantasia (poétesse)
Phantasia est le nom d'une femme égyptienne qui serait l'auteur de récits ayant inspiré l'Iliade et l'Odyssée, attribués à Homère.

## Hypothèses
Selon le récit rapporté par le Byzantin Eustathe de Thessalonique au XIIe siècle, et qu'il attribue à un certain « Naucrates », Phantasia était une femme de Memphis, prêtresse de la sagesse, et fille de Nicarchus, lui-même poète. Elle aurait écrit des poèmes sur la guerre dans les plaines de Troie et l'errance d'Ulysse, puis aurait déposé ces écrits dans le temple d'Héphaïstos, à Memphis. Homère aurait par la suite visité le temple et persuadé les prêtres de faire des copies de ces livres pour les emporter avec lui. Il s'en serait ensuite inspiré pour ses récits.  	
« Certains disent [...] qu'Homère lui-même était Égyptien ; d'autres, qu'il a visité le pays et a été instruit par des Égyptiens. »
Cette histoire est l'une des moins connues des fictions biographiques sur Homère. Elle n'est mentionnée ni par Samuel Butler, ni par Andrew Dalby, qui ont tous deux émis l'hypothèse selon laquelle une femme poète avait écrit l'Odyssée.

Un autre auteur, Photios, attribue ce passage à Ptolémée Chennos : 

« Phantasia, une femme de Memphis, fille de Nicarchus, a composé avant Homère une histoire de la guerre de Troie et des aventures d'Ulysse. Les livres ont été déposés, il est dit, à Memphis, Homère y est allé et a obtenu de Phanites, le scribe du temple, des copies, puis il composa, en vertu de leurs inspirations. »

## Postérité
- Phantasia figure parmi les 1 038 femmes référencées dans l'œuvre d’art contemporain The Dinner Party (1979) de Judy Chicago. Son nom y est associé à Hatchepsout[2].